# Liste der Geotope der Rhön im Landkreis Fulda
In diesem Artikel sind einige Geotope der Rhön im Landkreis Fulda aufgeführt. Weitere Informationen erhält man beim Hessischen Landesamt für Naturschutz, Umwelt und Geologie. Dort werden Printmedien zum Verkauf angeboten, wie z. B. "Die Hessische Rhön – Geotope im Land der offenen Fernen" Zumindest das Inhaltsverzeichnis dieser Schrift steht der Öffentlichkeit zur Verfügung und diente auch als Basis für diese Liste.
Sie ist unvollständig, unter anderem deshalb, weil die Informationen über die Geotope im Landkreis Fulda nicht in systematischer Form online zur Verfügung stehen. Auch ist der Prozess des Erkennens besonderer geologischer Merkmale in der Landschaft und deren Eigenschaft als Geotop weiter im Gang. Weitere Geotope der Rhön sind im Artikel Liste der Geotope der Rhön im Landkreis Schmalkalden-Meiningen aufgeführt, sowie in den Artikeln Liste der Geotope der Rhön im Wartburgkreis, Liste der Geotope im Landkreis Bad Kissingen und Liste der Geotope im Landkreis Rhön-Grabfeld.

## Liste
| Name                      | Bild                                                           | Gemeinde / Lage                                        | Beschreibung |
| ------------------------- | -------------------------------------------------------------- | ------------------------------------------------------ | --- |
| Blockhalde am Schafstein  | Blockmeer Schafstein Nord                                      | Wüstensachsen 50° 30′ 9″ N, 9° 58′ 26″ O               | Der Schafstein liegt östlich der Wasserkuppe zwischen Poppenhausen und Wüstensachsen. Sein Gipfel ist mit der größten Basalt-Blockhalde der Rhön bedeckt. Sie erstreckt sich zum größten Teil an der Nordwest-Flanke und zum kleineren Teil an der Südost-Flanke des Berges. Die Auflage mit Basaltblöcken ist so mächtig, dass Pflanzen darin kaum wurzeln können. Die Halde ist nahezu vegetationslos. Weitere Informationen auf der Artikelseite Schafstein. |
| Steinwand                 | Steinwand 1                                                    | Poppenhausen (Wasserkuppe) 50° 31′ 16″ N, 9° 51′ 47″ O | Die Steinwand ist eine ca. 100 m lange und 28 m hohe Wand aus Phonolith 645,9 m ü.NN. Sie bildet einen Ausläufer der Maulkuppe. Mineralogisch handelt es sich um einen hellgrauen Nephelin-Phonolith mit Einsprengseln von Alkalifeldspat. Weitere Informationen auf der Artikelseite Steinwand (Rhön). |
| Wachtküppel               | Wachtküppel (Nordwestansicht)                                  | Gersfeld 50° 28′ 12″ N, 9° 53′ 32″ O                   | Der Wachtküppel ist ein Basaltschlot 705 m ü.NN im Ortsteil Maiersbach zur Gemeinde Gersfeld. Das Gestein des Wachtküppel erzeugt eine magnetische Anomalie: Es enthält so viel Magnetit, dass magnetische Kompasse an und auf dem Berg keine zuverlässige Nordanzeige liefern. Am Fuß des Wachtküppels befindet sich ein geologischer Lehrpfad, der auf dem nahegelegenen Parkplatz beginnt. Weitere Informationen auf der Artikelseite Wachtküppel. |
| Rotes Moor                | Rotes Moor – Hessische Rhön – UNESCO-Biosphärenreservates Rhön | Gersfeld 50° 27′ 54″ N, 9° 58′ 35″ O                   | Das Rote Moor ist ein Hochmoor in der Hessischen Rhön. Es ist Teil des gleichnamigen Naturschutzgebietes im Biosphärenreservat Rhön und Bestandteil des europaweiten Schutzgebietssystems Natura 2000. Das Rote Moor ist nach dem in der Bayerischen Rhön liegenden Schwarzen Moor (66,4 Hektar) mit 50 Hektar das zweitgrößte Hochmoor in der Rhön. 175 Jahre lang, von 1809 bis 1984, wurde Torf abgebaut. Der innere Bereich des Hochmoores ist, bedingt durch den langen Torfabbau, stark geschädigt. Weitere Informationen auf der Artikelseite Rotes Moor (Rhön). |
| Milseburg                 | Phonolith Milseburg                                            | Hofbieber 50° 32′ 42″ N, 9° 53′ 55″ O                  | Die Milseburg ist ein 835,2 m ü.NHN hoher Berg in der Rhön. Er liegt bei Danzwiesen in der Gemeinde Hofbieber im hessischen Landkreis Fulda (Deutschland). Wie das ganze Rhöngebirge ist er durch Vulkanismus entstanden. Der anstehende Fels ist jedoch nicht der sonst so verbreitete, dunkle Basalt, sondern der helle Phonolith. Weitere Informationen auf der Artikelseite Milseburg. |
| Lerchenküppel             |                                                                | Poppenhausen (Wasserkuppe) 50° 29′ 33″ N, 9° 55′ 35″ O | Auf dem Wanderweg zwischen Wasserkuppe und Pferdskopf liegt der Lerchenküppel (auch bekannt als „Karfreitagsstein“ oder „Steinküppel“). Es ist ein kleiner, etwa 4 m hoher und an der Basis rund 10 m breiter Felsen. Er besteht aus einem primitiven Basanit aus der vulkanischen Nachphase des mittleren Miozäns, von Lippolt (1982) nach der K/Ar-Methode auf 14 Millionen Jahre datiert. Im äußeren Erscheinungsbild fällt das Fehlen der säuligen Entwicklung auf. Stattdessen erkennt man auf der Westseite eine zwiebelschalenförmige, plattige Absonderung. Eine solche findet man vor allem bei relativ zähen Schmelzen. Dies deutet darauf hin, dass es sich um den Pfropfen einer weitgehend entgasten Schmelze in der Wurzel eines Vulkanschlots handelt. |
| Bieberstein               | Bieberstein bei Hofbieber-Langenbieber mit Schloss             | Hofbieber 50° 34′ 22″ N, 9° 51′ 3″ O                   | Vulkanruine im Gemeindegebiet Hofbieber-Langenbieber mit Basaltschlot und umgebendem Deckgebirge aus Buntsandstein und Muschelkalk. Der Bieberstein ist Landschaftsschutzgebiet. Kulturelles Merkmal: Schloss Bieberstein (Hessen) auf dem Gipfel. |
| Felsformation Teufelstein | Teufelstein                                                    | Poppenhausen (Wasserkuppe) 50° 31′ 7″ N, 9° 53′ 36″ O  | Der Teufelstein stellt einen 200 m langen, aus dem Solling-Sandstein des Mittleren Buntsandsteins heraus präparierten, gangförmigen nephelinitischen Phonolith-Körper mit nuss- bis kopfgroßen Einschlüssen von Glimmer- und Hornblendeschiefer dar. Der Teufelstein hat einen von Nordwesten nach Südosten gerichteten Verlauf und ist nach Süden bis zur B 458 zu verfolgen. Seine Ausrichtung scheint tektonisch vorgegeben zu sein, sitzt er doch einer in dieser Richtung verlaufenden Störung auf. Weitere Informationen auch zum Berg gleichen Namens auf der Artikelseite Teufelstein (Rhön) |